# Bethany England
Bethany England (Barnsley, 3 de juny de 1994) és una futbolista anglesa que juga com a migcampista o davantera per al Chelsea de la FA WSL anglesa i la Selecció d'Anglaterra.

## Biografia

### Doncaster Rovers Belles (2011-2015)
England es va establir en el primer equip del Doncaster Rovers Belles durant la temporada 2011 de la FA WSL. A l'octubre de 2011 va ser cedida al Sheffield Wednesday. En la temporada 2015, els seus 14 gols van ajudar el club a acabar en segona posició en la WSL 2 i ascendir a WSL 1.

### Chelsea (2016-)
Al gener de 2016, es va anunciar que England havia estat fitxada pel Chelsea per a la temporada 2016. A l'abril de 2017, va signar un nou contracte de dos anys.

#### Liverpool (cedida) (2017-2018)
El 14 de setembre de 2017, England va ser cedida al Liverpool per a la temporada 2017-18. El 12 d'octubre del mateix any, va marcar el seu primer gol per al club contra el Sheffield FC.

## Selecció nacional
Després de representar a Anglaterra en les categories sub-19 i sub-23, England va ser convocada a la Selecció absoluta d'Anglaterra a l'agost de 2019 per als amistosos contra Bèlgica i Noruega. Va debutar el 29 d'agost contra Bèlgica i va marcar el seu primer gol el 5 d'octubre en un partit contra Brasil.